# الماج
الماج (به لاتین: Almăj) یک منطقهٔ مسکونی در رومانی است که در شهرستان دولژ واقع شده‌است.

## خصوصیات
الماج ۴٬۱۳۹ نفر جمعیت دارد.